# Ryslinge
Ryslinge är en tätort i Fåborg-Midtfyns kommun i Region Syddanmark i Danmark. Tätorten har 1 876 invånare (2024). Den ligger på Fyn, cirka 3,5 kilometer öster om Ringe. Ryslinge var centralort i Ryslinge kommun fram till kommunreformen 2007.